# DisneyNow
DisneyNow (DisneyNOW) — это приложение TV Everywhere для каналов Disney, Disney Junior и Disney XD. Сервис запущен 29 сентября 2017 года, заменив отдельные приложения для «Watch» (выпущен в 2012 году), а также соответствующие официальные веб-сайты данной сети.

## История
Disney впервые запустил сервисы TV Everywhere для Disney Channel, Disney Junior и Disney XD в июне 2012 года через приложения «Watch», в рамках соглашения с Comcast Xfinity, которые включали цифровые права на трансляцию кабельных каналов Disney.
В феврале 2017 года во время презентаций своих детских каналов Disney объявила, что ранее отдельные приложения Watch Disney Channel, Watch Disney Junior и Watch Disney XD и Radio Disney будут объединены в общий сервис DisneyNOW. Новое приложение также включает в себя игры, на основе контента всех трёх каналов, систему профилей и родительский контроль. Приложения запущены в конце сентября 2017 года для платформ: Android, iOS, Apple TV и Roku. Версии для Web, Android TV и Amazon Fire TV были выпущены в 2018 году. 1 декабря 2018 года китайский мультсериал 2017 года Stitch & Ai, побочный продукт франшизы Лило и Стич, дебютировал в США на DisneyNOW, где были показаны 12 из 13 серий сериала.
С запуском стриммингового сервиса Disney + в ноябре 2019 года Disney начала удалять контент из библиотеки DisneyNOW, включая Клуб Микки Мауса, That’s So Raven, Всё тип-топ, или Жизнь Зака и Коди, Финес и Ферб, The Proud Family и Энди Мак, а также старые сезоны шоу Raven’s Home, Летний лагерь, Семейка Грин в городе, Утиные истории и Coop & Cami Ask the World, чтобы стимулировать пользователей к подписке на новый сервис.